# NGC 504

NGC 504

NGC 504 هي مجرة تتبع كوكبة الحوت. اكتشفها جون هيرشل في 22 نوفمبر 1827.

## روابط خارجية
- NGC 504 على موقع ويكي سكاي: DSS2, SDSS, GALEX, IRAS, Hydrogen α, X-Ray, Astrophoto, Sky Map, Articles and images